# アイビーシー
アイビーシー株式会社（英文社名：Internetworking & Broadband Consulting Co.,Ltd.）は、東京都中央区に本社を置くネットワークインテグレーターである。

## 概要
ネットワークシステムの監視ツール「System Answer」等の開発・製造・導入コンサルティングや、システム状態を解析・分析し具体的な予防保守・運用管理・改善計画を提供するサービスのほか、サーバ・ネットワーク・セキュリティ構築サービス等を行っている。東京都と大阪府に事業所を置く。
社名のアイビーシーは、"Internetworking & Broadband Consulting" の頭文字である。

## 沿革
- 2002年（平成14年）10月 - アイビーシー株式会社設立
- 2005年（平成17年）11月 - 本社移転。第三者割当により資本金7,000万円に増資
- 2006年（平成18年）9月 - 第三者割当により資本金9,150万円に増資
- 2007年（平成19年）8月 - 特定労働者派遣事業許可を取得
- 2009年（平成21年）2月 - ソフトバンクIDC（現・IDCフロンティア）とネットワークの性能監視サービスで事業提携
- 2011年（平成23年）7月 - 西日本事業所開設
- 2013年（平成25年）10月 - 本社を現在地に移転
- 2015年（平成27年）9月 - 東京証券取引所マザーズに上場
- 2016年（平成28年）11月 - 東京証券取引所第一部に市場変更
- 2017年（平成29年）7月 - システム情報管理ソフトウェア「System Answer G3」をリリース

## 事業所
- 本社：東京都中央区新川1-8-8 アクロス新川ビル2F
- 西日本事業所：大阪市淀川区西宮原2-7-38 新大阪西浦ビル 3F

## 製品・サービス
- 製品
  - System Answer
- サービス
  - コンサルティング
  - レポーティングサービス

| シスコシステムズ 認定資格         | Cisco Certified Network Associate(CCNA) Cisco Certified Network Professional(CCNP) Cisco Certified Design Associate(CCDA) CQS-Cisco Wireless LAN Design Specialist CQS-Cisco Wireless LAN Support Specialist Wireless LAN SE Certified Wireless LAN FE Certified Sales Expert - Enterprise Sales Expert - Wireless LAN |
| マイクロソフト 認定資格           | Microsoft Certified Professional(MCP) Microsoft Certified Systems Engineer(MCSE) |
| ノベル 認定資格                   | Certified Novell Engineer-J(CNE-J) |
| シマンテック 認定資格             | Symantec Product Specialist(SPS) |
| トレンドマイクロ 認定資格         | Trendmicro Certified Antivirus Expert(TCAE) Trendmicro Certified Security Expert(TCSE) |
| サン・マイクロシステムズ 認定資格 | Sun Certified System Administrator for Solaris(SCSA) Sun Certified Network Administrator for Solaris(SCNA) |

## 代理店
- アライドテレシス株式会社
- NECネッツエスアイ株式会社
- 加賀ソルネット株式会社
- サンライズ・エンジニアリング株式会社
- シースリー株式会社
- 静岡日電ビジネス株式会社
- 住商情報システム株式会社
- ソフトバンクBB株式会社
- 株式会社DTS
- 日興通信株式会社
- 日本電気株式会社
- 日本ビジネスシステムズ株式会社
- 株式会社ネットブレインズ
- 株式会社ネットワールド
- 株式会社富士通ビジネスシステム

## 免許・資格
- 特定労働者派遣事業許可　（取得番号：（特）13-306806）

## 加盟団体
- CCDS（一般社団法人　重要生活機器連携セキュリティ協議会）
- CSAJ（一般社団法人 コンピュータソフトウェア協会）
- EO（Entrepreneurs Organization）
- JCSSA（一般社団法人 日本コンピュータシステム販売店協会）
- J-LIS（地方公共団体情報システム機構）
- KIIS（一般財団法人 関西情報センター）